# Staurastrum quadrangulare
Staurastrum quadrangulare  là một loài Song tinh tảo trong họ Desmidiaceae, thuộc chi Staurastrum.